# Дюнзен
Дюнзен (нем. Dünsen) — община в Германии, в земле Нижняя Саксония.
Входит в состав района Ольденбург. Подчиняется управлению Харпштедт. Население составляет 1185 человек (на 31 декабря 2010 года). Занимает площадь 10,85 км².
| Год  | Население |
| ---- | --------- |
| 1990 | 1037      |
| 1995 | 1123      |
| 2000 | 1226      |
| 2005 | 1252      |
| 2010 | 1173      |